# Крымский листок
Крымский листок — литературно-политическая газета, издавшаяся в Симферополе в 1878—1879 годах два раза в неделю. Редактором и издателем был Николай Михно. Газета прекратила выпуск в апреле 1879 года.

## История газеты
В конце 70-х годов XIX века в Таврической губернии сложились условия для развития частной периодической печати, произошло социально-экономическое развитие региона, расширение сети образовательных учреждений повлияло на формирование аудитории читателей. Русско-турецкая война 1877—1878 годов вызвала рост потребности общества в информации, что стало причиной появления новых изданий.
Государственный служащий и публицист Николай Михно в 1877 году обратился в главное управление по делам печати с просьбой издавать в следующем году газету «Крымский листок» под его редакцией. Газета предполагала обширную программу и включала в себя 12 пунктов, должна была выходить два раза в неделю и позиционировалась как литературно-политическая. После подачи ходатайства, было получено разрешение на издание газеты, программа была утверждена без изменений.
12 февраля 1878 года вышел первый выпуск газеты, издание печаталось в Таврической губернской типографии до мая этого же года, после чего оно было перемещено в личную типографию Михно, располагавшуюся у него дома. В разное время с газетой сотрудничали видные общественные деятели, литераторы и учёные. Крымский листок создал большое количество журналистов, позже издававших свои газеты. В течение первых месяцев намечается круг тем, которые освещает газета в дальнейшем. Существовал отдел «Письмо в редакцию», где свою позицию по насущным вопросам мог выразить любой желающий. Спустя 6 месяцев после создания газета впервые столкнулась с цензурой. 24 июля Командующий Войсками Одесского военного округа В. С. Семека обратился к Министерству внутренних дел с просьбой приостановить выпуск газеты на 2 месяца за публикацию сведений «лишённых всяких оснований», что было вызвано одной из статей 30 выпуска газеты, где автор писал о босых солдатах и надеялся, что администрация обратит на это внимание. Однако, наказание получил чиновник, просматривающий издание, а в отношении самой газеты не было предпринято никаких ограничений. Просмотром листка занимался советник Таврического губернского правления Ф. Симонович. После наказания, он начал запрещать по 4-5 столбцов набора, не желая брать на себя ответственность. Позже, Николай Михно жаловался на цензора и писал, что не знает, что можно публиковать, а что нет. К письму были приложена корректура трёх запрещённых статей, которые были утверждены в печать после пересмотра. Однако жалоба на Симоновича так и осталась незамеченной. В первом выпуске за 1879 год были подведены итоги уходящего года. Крымский листок столкнулся с финансовыми проблемами, поскольку у него было мало подписчиков. Однако газета по-прежнему принимала участие в развитии общества. Вместе с этим усиливалось административное давление, большая часть материалов не доходила до печати, из-за чего редакция заполняла номера перепечатками из других газет, комментируя их.
Весной 1879 года произошёл конфликт, предрешивший судьбу газеты. Во время отъездов за пределы губернии, Михно передавал редакторские права своему другу известному публицисту Н. В. Щербаню. Исполняя обязанности редактора, Щербань издал статью, о политических убийствах и покушениях, организованных членами социально-революционного комитета в 1879 году, где подверг критике теории революционного течения, итогом чего стало возмущение севастопольского общества. После возвращения в город, Михно в новом выпуске газеты заявил о своём несогласии и непричастности к написанному. Щербань, обидевшись, сообщил всё издателю «Московских ведомостей» М. Н. Каткову, от которого информация дошла до центральных властей. Министр внутренних дел написал Одесскому генерал-губернатору Э. И. Тотлебену письмо, где говорил о необходимости закрытия газеты. По итогам начавшегося расследования, не было выявлено фактов, по которым можно было подозревать редактора в неблагонадёжности, однако выпуск газеты был прекращён, последний номер вышел 26 апреля 1879 года.